# A Friend in Need (film 1909)
A Friend in Need è un cortometraggio muto del 1909 diretto da Lewin Fitzhamon.

## Trama
Un minatore viene legato a un barile di polvere da un baro, ma viene salvato dal suo cavallo.

## Produzione
Il film fu prodotto dalla Hepworth.

## Distribuzione
Distribuito dalla Hepworth, il film - un cortometraggio di 121,92 metri - uscì nelle sale cinematografiche britanniche nel gennaio 1909.
Si conoscono pochi dati del film che, prodotto dalla Hepworth, fu distrutto nel 1924 dallo stesso produttore, Cecil M. Hepworth. Fallito, in gravissime difficoltà finanziarie, il produttore pensò in questo modo di poter almeno recuperare il nitrato d'argento della pellicola.